# Stany we Francji
Stany we Francji – w czasach ancien régime (fr. stare rządy) społeczeństwo francuskie dzieliło się na trzy stany. Stan Pierwszy stanowiło duchowieństwo, Stan Drugi – szlachta. Stan Trzeci składał się z całej reszty społeczeństwa. Król był sam w sobie osobnym stanem.

## Stan Pierwszy
Na Pierwszy Stan (fr. premier état) składało się duchowieństwo.
Duchowni we Francji mieli rozległe możliwości. Przede wszystkim rejestrowali wszystkie narodziny, zgony i zawarte małżeństwa. Zbierali dziesięcinę (zwaną "dîme", zazwyczaj 10%), cenzurowali książki, pełnili rolę "policji moralnej", rządzili w szkołach i szpitalach, udzielali pomocy biednym. Ich ziemie wolne były od podatku, a obejmowały 10-15% powierzchni kraju.
Duchowieństwo dzieliło się na "wyższe" i "niższe". Górne sfery duchowieństwa stanowili biskupi i arcybiskupi. Za rządów Ludwika XVI wszyscy oni wywodzili się ze szlachty, a swoje wysokie godności kościelne zazwyczaj kupowali. Wynikało to z systemu dziedziczenia całych majątków przez pierworodnych. Pozostali synowie szli właśnie pełnić wysokie funkcje kościelne. Z drugiej strony większość Pierwszego Stanu tworzyli ubodzy, wywodzący się z chłopstwa prowincjonalni księża, mnisi i zakonnice, nieraz cierpiący głód, kiedy nie mogli wyżywić się z dziesięciny.
W 1779 roku Pierwszy Stan liczył sobie 100-150 tys. osób. Około 10% zaliczało się do duchowieństwa bogatego. Korzystali z bogactwa czerpanego z ziem kościoła i dziesięciny, często zapominając o swoich świątynnych obowiązkach. Ostentacyjne bogactwo części duchowieństwa było niewątpliwie odpowiedzialne za relatywnie wczesny wzrost we Francji antyklerykalizmu, którego początek datuje się już na średniowiecze. W późniejszych latach Ancien régime francuski Kościół stanowił niemalże oddzielną jednostkę, wyjętą spod kontroli papieża – państwo w państwie i Kościół w Kościele. Król mógł organizować spotkania na diecezjach, w opactwach i klasztorach. Regulował także przyznawanie stanowisk kościelnych.

## Stan Drugi
Na Drugi Stan (fr. deuxieme état) składała się szlachta.
Dzieliła się ona na:
- Szlachtę miecza (fr. noblesse d'epée) – szlachtę rodową wywodzącą się jeszcze ze średniowiecznego rycerstwa.
- Szlachtę sukni (fr. noblesse de robe) – szlachtę młodą wywodzącą się z burżuazji i wysokich urzędników państwowych.

Francuska szlachta nie była klasą zamkniętą. Młode rody szlacheckie kupowały sobie tytuły, by móc szczycić się herbem i możliwością noszenia miecza. Tytuł szlachecki w Ancien régime zwalniał z płacenia podatków.

## Stan Trzeci
Stan trzeci – nazwą tą określano w Ancien régime ogół ludzi wolnych nie zaliczających się do szlachty i kleru.
Można dokonać następującego podziału stanu trzeciego:
- mieszczaństwo:
  - burżuazja (bogaci kupcy, przemysłowcy, właściciele plantacji, handlarze niewolników, bankierzy)
  - wyżsi urzędnicy (intendenci prowincji, poborcy podatkowi, wyżsi urzędnicy skarbowi i sądowi)
  - ludzie wykonujący wolne zawody (np. adwokaci, lekarze, nauczyciele, literaci)
  - drobnomieszczaństwo (np. drobni kupcy, drobni urzędnicy, rzemieślnicy) – ok. 3 miliony ludzi
  - proletariat (np. robotnicy manufaktur, czeladnicy) – ok. 2,4 miliona ludzi
- chłopi (ponad 22 miliony ludzi):
  - chłopi – właściciele ziemi
  - chłopi – dzierżawcy ziemi
  - winiarze
  - chłopi bezrolni (ponad 5 milionów ludzi)

Jak wynika z powyższego schematu, tzw. stan trzeci obejmował ludzi znajdujących się po przeciwległych stronach drabiny społecznej – od bezrolnych chłopów i miejskiej biedoty po najbogatszych poddanych króla Francji. O aktywności politycznej stanu trzeciego w końcu XVIII wieku przesądzała właśnie przynależność do niego jednostek, których możliwości i aspiracje daleko wykraczały poza stan biernej akceptacji dla władzy kleru i "herbowych". Podczas gdy burżuazja była głównym wierzycielem korony, grupą ludności kierującą państwem byli wyżsi urzędnicy. Stopień ich uprzywilejowania w państwie był znacznie niższy niż np. w Austrii czy Prusach a zarobki dużo mniejsze niż w Anglii. W dodatku to oni byli jedynym płatnikiem podatków w Ancien régime. Byli więc także grupą w znacznym stopniu zainteresowaną zmianą warunków swego bytu. Do ewolucji stosunków w państwie dążyła także spora część (szczególnie ta zarażona prądami oświecenia) inteligencji. Bardzo liczna warstwa biedoty miejskiej i drobnomieszczaństwa stanowiła przede wszystkim potężną broń w rękach elit stanu trzeciego, której sprawne pokierowanie mogło pomóc tym elitom zdobyć udział we władzy. Stanowiący ok. 85% ludności chłopi, byli w większości lojalni wobec korony. U tej grupy nie wykształciła się jeszcze świadomość potrzeby walki o poprawę swego bytu, a ich głęboka religijność miała z nich uczynić w przyszłości sojusznika kontrrewolucji.
Stan trzeci przestał formalnie istnieć w 1791 roku z ogłoszeniem pierwszej konstytucji francuskiej.